# Tropidoscincus boreus
Tropidoscincus boreus är en ödleart som beskrevs av  Ross A. Sadlier och BAUER 2000. Tropidoscincus boreus ingår i släktet Tropidoscincus och familjen skinkar. IUCN kategoriserar arten globalt som livskraftig.
Artens utbredningsområde är Nya Kaledonien. Inga underarter finns listade i Catalogue of Life.